# Kir2.2
Het eiwit Kir2.2 vormt een kaliumionkanaal dat een belangrijke functie heeft in spier- en hersencellen.

## Kaliumionkanalen
Kaliumionkanalen komen tot expressie in niet-exciteerbare cellen, zoals in fibroblasten en endotheel cellen, en in elektrisch actieve cellen, bijvoorbeeld hart- en hersencellen. In dit laatste celtype spelen kaliumionkanalen een rol in het genereren en reguleren van actiepotentialen (AP). De familie van Kir-kaliumionkanalen zorgen voor een ion stroom die mede leidt tot repolarisatie van een cel en vervolgens tot stabilisatie van de membraanpotentiaal, alvorens een nieuwe AP zal ontstaan. Deze ion stroom wordt aangeduid als de inwaarts rectificerende kaliumstroom IK1. De Kir-kanalen worden geclassificeerd in 7 subfamilies, waarbij de Kir2.x subfamilie (Kir2.1-2.6) voornamelijk verantwoordelijk is voor de IK1-rectificatie in het hart, de skeletspieren, en de hersenen.

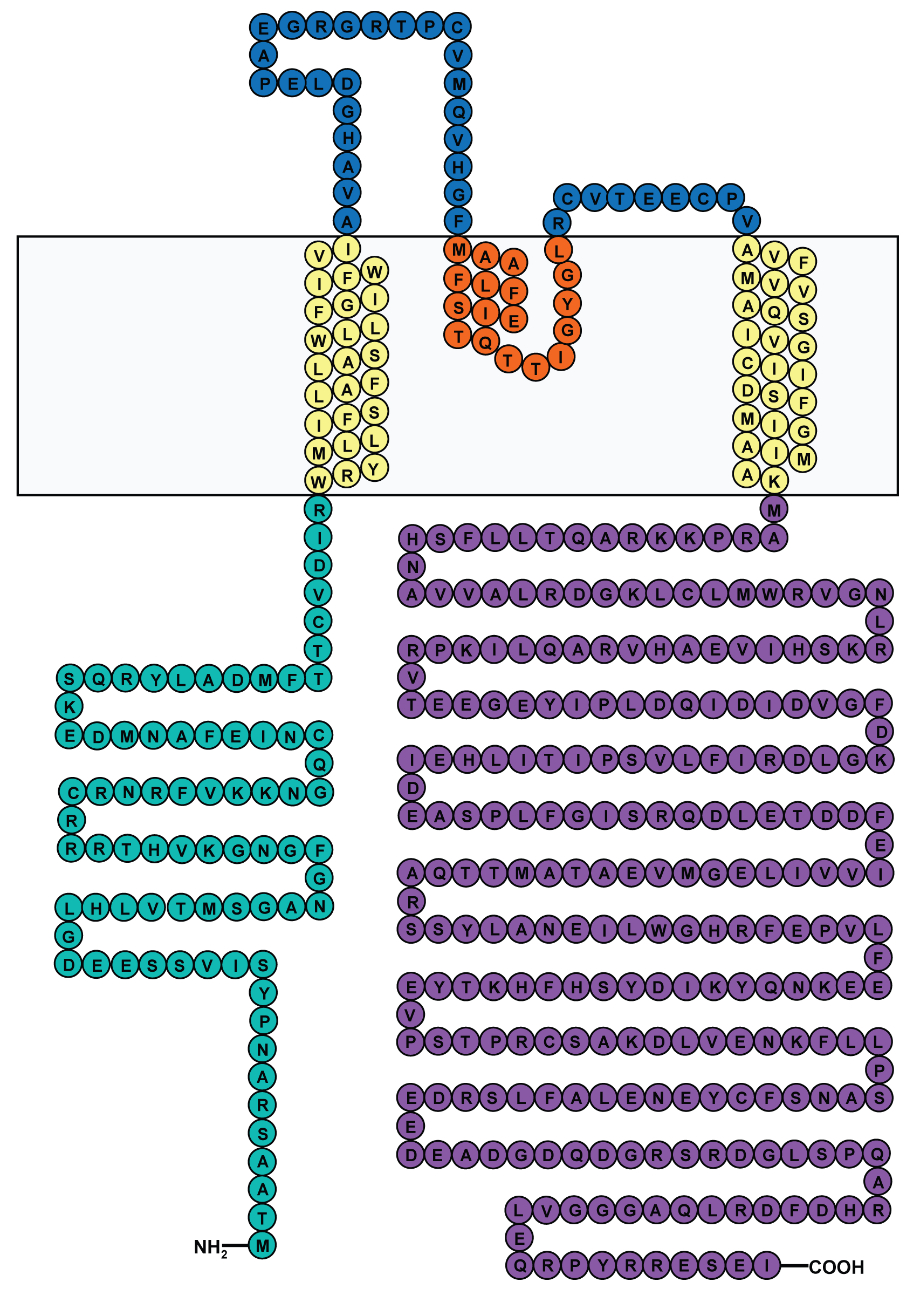
Topologie van het humane Kir2.2-ionkanaaleiwit: Kir2.2 bestaat uit 2 transmembraandomeinen (geel), een extracellulair domein (blauw), een korte polypeptidelus waarin het kaliumselectiviteitsfilter zich bevindt (GYG) (oranje) en intracellulaire N- (groen) en C-termini (paars)

## Bouw Kir2.2
Het coderende gen voor menselijk Kir2.2 is KCNJ12. Het gen ligt op chromosoom 17, met de exacte locatie 17p11.2. Het Kir2.2 eiwit is opgebouwd uit 433 aminozuren,  het moleculair gewicht is ongeveer 48 kDa en daarmee bijna gelijk aan het Kir2.1 eiwit. In het algemeen delen de Kir-kanalen dezelfde structurele opbouw. Een Kir-kanaal wordt gevormd uit 4 subunits. Elk subunit bestaat uit twee transmembraan domeinen (M1 en M2) met daar tussenin een pore loop structuur die functioneert als een kaliumselectiviteitsfilter, en een cytoplasmatisch amino-terminaal en carboxyl-terminaal deel.

## Kir2.2 functie
De exacte functie van Kir2.2 is nog niet geheel duidelijk. Tot nu toe zijn er geen menselijke aandoeningen gevonden die het gevolg zijn van mutaties in het KCNJ12 gen. In proefdieren waaruit Kir2.2 is verwijderd door toepassing van de zogenaamde knock-out technologie worden geen levensbedreigende afwijkingen gevonden. Wel werd duidelijk dat de hoeveelheid IK1 in hartcellen was gehalveerd .Ook bleek dat de IK1-eigenschappen enigszins waren veranderd, hetgeen suggereert dat Kir2.2 een interactie aangaat met Kir2.1. In zo’n heteromultimeer ionkanaal komen de specifieke functionele karakteristieken van Kir2.1 en Kir2.2 tot uiting. Ook andere studies ondersteunen deze hypothese. Zo bleek uit biochemische experimenten, en proeven met konijnen hartspiercellen, dat IK1 in het hart voornamelijk ontstaat door gemengde Kir2.1/Kir2.2 kanalen. Ook bleek dat de manier waarop bariumzouten Kir2.1/Kir2.2 kanalen blokkeren, vrijwel identiek te zijn aan IK1-blokkade in de hartcel. 
De consequentie van de aanwezigheid van gemengde kanalen kan groot zijn bij het syndroom van Andersen-Tawil. Een mutatie in het Kir2.1 eiwit, waardoor dit niet meer functioneert, kan er toe leiden dat ook een gemengd Kir2.1/Kir2.2 kanaal niet meer werkzaam is. Dit leidt tot een grotere afname van IK1 dan wanneer er geen gemengde kanalen worden gevormd.

## Onderzoek
Onderzoek naar Kir2.2 wordt onder andere gedaan met een knock-out muismodel. Het onderzoeksinstituut dat het Kir2.2 knock-out muismodel heeft geïntroduceerd is de afdeling Molecular and  Cellular Physiology van het Standford University Medical Center.
Daarnaast zijn er nog andere internationale onderzoeksinstituten die de functie van Kir2.2 onderzoeken:
- Heart & Stroke/Richard Lewar Centre, University Health Network (Canada)
- Internal Medicine, School of Medicine, Keio University (Japan)
- Institute of Physiology, Philipps-Universiteit Marburg (Duitsland)

Onderzoek aan Kir-kanalen binnen Nederland:
- Afdeling Medische Fysiologie, Universitair Medisch Centrum Utrecht[2]